# Nucli vermell
El nucli vermell o nucli roig és una estructura en el mesencèfal rostral implicat en la coordinació motora. El nucli vermell és de color rosa pàl·lid, que es creu que es deu a la presència de ferro en almenys dues formes diferents: hemoglobina i ferritina. Es troba al tegment del mesencèfal al costat de la substància negra. Comprèn els components magnocel·lular caudal i el parvocel·lular rostral. El nucli vermell i la substància negra són centres subcorticals del sistema motor extrapiramidal.